# Jarosław Stawiarski
Jarosław Piotr Stawiarski (Kraśnik; 3 de Outubro de 1963 — ) é um político da Polónia. Ele foi eleito para a Sejm em 25 de Setembro de 2005 com 4734 votos em 6 no distrito de Lublin, candidato pelas listas do partido Prawo i Sprawiedliwość.